# Generación Rock
Generación Rock fue un talent show español producido por Televisión Española en colaboración con El Terrat y emitido en La 1 desde el 5 de noviembre de 2013 y hasta el 17 de diciembre de 2013. El espacio, presentado por el cantante Melendi, fue la adaptación nacional de Casal Rock, emitido en TV3.

## Formato
En Generación Rock, quince personas de entre 68 y 85 años luchan por cumplir su sueño al tener la oportunidad de preparar un gran concierto de rock. De este modo, se muestran sus primeros ensayos y convivencias, la asistencia a conciertos de grandes profesionales en gira, la grabación de un videoclip, grabaciones de temas musicales y sus primeras actuaciones en público. La recompensa final del programa es llegar a un gran concierto final rodeados de los suyos y de grandes artistas.

### Concursantes
| Concursantes           | Lugar de procedencia         | Edad    |
| ---------------------- | ---------------------------- | ------- |
| Antonio Ruiz           | Tetuán (Marruecos)           | 69 años |
| Bernabé Salido         | Jaén (Jaén)                  | 76 años |
| Carlota Calderón       | Madrid (Madrid)              | 73 años |
| Carmen Herreros        | Madrid (Madrid)              | 77 años |
| Carmen Periáñez        | Feces de Abajo (Orense)      | 73 años |
| Emilia Sanz            | Madrid (Madrid)              | 70 años |
| Francisco Trillo       | Collado Villalba (Madrid)    | 76 años |
| Gabriel Cascón         | Béjar (Salamanca)            | 70 años |
| Manuel Honrubias       | Navas de San Juan (Jaén)     | 68 años |
| María Delia Marante    | La Habana (Cuba)             | 73 años |
| Ramón Temes            | Vigo (Pontevedra)            | 77 años |
| Rosa Escobar           | Berzocana (Cáceres)          | 71 años |
| Rosa Rebato            | Madrid (Madrid)              | 73 años |
| Soledad Lázaro         | Madrid (Madrid)              | 73 años |
| Teófila Conejero "Teo" | Villamiel de Toledo (Toledo) | 80 años |

### Audiencias
| Fecha      | Características del Programa | Audiencia         | Ref.   |
| ---------- | ---------------------------- | ----------------- | ------ |
| 05/11/2013 | Gala 1                       | 2.035.000 (10,6%) | [ 5 ]  |
| 12/11/2013 | Gala 2                       | 1.345.000 (6,6%)  | [ 6 ]  |
| 19/11/2013 | Gala 3                       | 1.100.000 (5,5%)  | [ 7 ]  |
| 26/11/2013 | Gala 4                       | 1.323.000 (6,8%)  | [ 8 ]  |
| 03/12/2013 | Gala 5                       | 1.176.000 (6,0%)  | [ 9 ]  |
| 10/12/2013 | Gala 6                       | 1.109.000 (5,7%)  | [ 10 ] |
| 17/12/2013 | Gala 7                       | 924.000 (4,6%)    | [ 11 ] |
| 17/12/2013 | Gala 8 / Final               | 752.000 (4,7%)    | [ 11 ] |

### Audiencia media de todas las ediciones
| Edición                                | Fecha | Espectadores | Share |
| -------------------------------------- | ----- | ------------ | ----- |
| [ 1 ] Generación Rock: Primera edición | 2013  | 1 221 000    | 6,3%  |